# Цвиян, Владимир
Владимир Цвиян (серб. Владимир Цвијан / Vladimir Cvijan; 24 ноября 1976, Белград, Югославия — 5 января 2018, Белград, Сербия) был сербским адвокатом и политиком, который служил юридическим советником и генеральным секретарем президента Сербии Бориса Тадича с 2004 по 2010 год, а после вступления в тогдашнюю оппозиционную Сербскую прогрессивную партию (СНС) стал членом президиума партии и одним из самых видных ее членов, с 2012 по 2014 год он был членом Национального собрания, а затем независимым представителем в парламенте и активным диссидентом, в течение короткого периода до своего незамеченного исчезновения в 2014 году.
В 2014 году Цвиян внезапно исчез из общественной жизни. Он умер, утонув в реке Дунай 5 января 2018 года в Белграде, Сербия, по данным Белградской Высшей государственной прокуратуры в марте 2021 года. До этого не было ни единого следа его судьбы, если не считать некоторых таблоидных заявлений о том, что он якобы бежал из страны в США в 2017 году. Его смерть скрывалась от общественности в течение трех лет, пока она не была раскрыта средствами массовой информации в марте 2021 года. Обстоятельства и причины, по которым его смерть так долго скрывалась от общественности, до сих пор неизвестны.